# Tetrandromyces bottegoi
Tetrandromyces bottegoi är en svampart som först beskrevs av Roland Thaxter, och fick sitt nu gällande namn av I.I. Tav. 1985. Tetrandromyces bottegoi ingår i släktet Tetrandromyces och familjen Laboulbeniaceae.   Inga underarter finns listade i Catalogue of Life.